# Karabinek SIG SG 551
SIG SG 551 – szwajcarski karabinek automatyczny. Skrócona i lżejsza wersja karabinu SIG SG 550.
SG 551 jest karabinkiem, w odróżnieniu od podstawowej wersji (karabin SG 550) posiada skróconą lufę o długości 363 mm oraz pozbawiony jest możliwości montażu bagnetu i wystrzeliwania granatów nasadkowych.

## Wersje
- SG 551-1P – karabinek policyjny z przebudowanym łożem.
- SG 551 SWAT – karabinek z możliwością montażu np. laserowego wskaźnika celu bądź oświetlenia taktycznego.
- SG 551 LB – karabinek z przedłużoną lufą (454 mm), z możliwością montażu bagnetu i wystrzeliwania granatów nasadkowych.